# Gare de Muret
Gare de Muret vasútállomás Franciaországban, Muret településen.

## Vasútvonalak
Az állomást az alábbi vasútvonalak érintik:
- Toulouse–Bayonne-vasútvonal

## Kapcsolódó állomások
A vasútállomáshoz az alábbi állomások vannak a legközelebb:
- Gare du Fauga
- Gare de Portet-Saint-Simon